# Bloxholm
Bloxholm är en by i civil parish Ashby de la Launde and Bloxholm, i distriktet North Kesteven, i grevskapet Lincolnshire, i England. Byn är belägen 20 km från Lincoln. Bloxholm var en civil parish fram till 1931 när blev den en del av Ashby de la Launde and Bloxholm. Civil parish hade 79 invånare år 1921. Byar nämndes i Domedagsboken (Domesday Book) år 1086, och kallades då Blochesham.